# Grandísima Amarilla
Grandísima Amarilla es el nombre de una variedad cultivar de manzano (Malus domestica). Esta manzana es originaria de Galicia, está cultivada en la colección de árboles frutales y banco de germoplasma de Mabegondo con el N.º 25; ejemplares procedentes de esquejes localizados en San Pedro de Crendes, parroquia del municipio de Abegondo (La Coruña).

## Sinónimos
- "Manzana Grandísima Amarilla",[4][5]
- "Maceira Grandísima Amarilla".

## Características
El manzano de la variedad 'Grandísima Amarilla' tiene un vigor vigoroso, productivo. Tamaño grande y porte erguido.
Época de inicio de brotación a partir del 7 de abril y de floración a partir de 2 de abril.
Las hojas tienen una longitud del limbo de tamaño medio, con la máxima anchura del limbo media. Longitud de las estípulas es media y la máxima anchura de las estípulas es estrecha. Denticulación del borde del limbo es serrado, con la forma del ápice del limbo acuminado y la forma de la base del limbo es obtuso. Con subestípulas presentes.
Sus flores tienen una longitud de los pétalos media, anchura de los pétalos es ancha, disposición de los pétalos superpuestos entre sí, con una longitud del pedúnculo media.
La variedad de manzana 'Grandísima Amarilla' tiene un fruto de tamaño grande, de forma plana-globosa, de color bicolor, con chapa completa, y de intensidad fuerte. Epidermis de textura desigual, sin pruina en su superficie, y con presencia de cera débil. Sensibilidad al "russeting" (pardeamiento áspero superficial que presentan algunas variedades) poco sensible. Con lenticelas de tamaño medianas.
Los sépalos están dispuestos de forma parcialmente replegados, y variable en su base; su fosa calicina es profunda de una anchura estrecha. Pedúnculo de grosor medio y de longitud corto, siendo la cavidad peduncular de una profundidad profunda y de anchura ancha. Con pulpa de color blanca, de firmeza es intermedia y textura intermedia; su jugosidad es intermedia con sabor de acidez media-baja, y aromática.
Época de maduración y recolección a partir del 1 de octubre. 'Grandísima Amarilla' es una manzana que su destino es la conservación de esta variedad en el banco de germoplasma de Mabegondo como reserva genética.

## Susceptibilidades
- Oidio: ataque débil
- Moteado: no presenta
- Raíces aéreas: no presenta
- Momificado: no presenta
- Pulgón lanígero: ataque débil
- Pulgón verde: no presenta
- Araña roja: ataque medio
- Chancro del manzano: no presenta[3]